# Pastrana
Pastrana es un municipio y localidad española del sur de la provincia de Guadalajara, en la comunidad autónoma de Castilla-La Mancha. El término cuenta con una población de 891 habitantes (INE 2024). Ubicada en la comarca de La Alcarria, la localidad tuvo su auge entre los siglos XVI y XVII. Fue declarada conjunto histórico-artístico en 1966.
Destacan en ella la colegiata, el Palacio Ducal donde residió la princesa de Éboli, los tapices flamencos de Alfonso V, la fuente de los cuatro caños y los conventos fundados por Santa Teresa de Jesús; todo ello configura un ambiente medieval-renacentista entre recuerdos y leyendas que le mereció la calificación de «instantánea del tiempo pasado».

## Geografía

### Ubicación
El término municipal está ubicado en la comarca de La Alcarria. El terreno donde se asienta el municipio aparece descrito en el duodécimo volumen del Diccionario geográfico-estadístico-histórico de España y sus posesiones de Ultramar de Pascual Madoz de la siguiente manera:

El terreno en su mayor parte es quebrado, con varias cord. de cerros y pequeños valles; le fertilizan varios arroyos de los que son los principales el llamado Arlas y dos que brotan en el cerro donde se halla sit. la v. y pasan inmediatos á ella: hay un buen monte robledal que tiene de cabida 2,208 fan.
(Madoz, 1849, p. 717)

### Clima
Pastrana tiene un clima mediterráneo típico (Csa) (templado con verano seco y caluroso) según la clasificación climática de Köppen.
| Parámetros climáticos promedio de Pastrana en el periodo 1981-2003 | Parámetros climáticos promedio de Pastrana en el periodo 1981-2003 | Parámetros climáticos promedio de Pastrana en el periodo 1981-2003 | Parámetros climáticos promedio de Pastrana en el periodo 1981-2003 | Parámetros climáticos promedio de Pastrana en el periodo 1981-2003 | Parámetros climáticos promedio de Pastrana en el periodo 1981-2003 | Parámetros climáticos promedio de Pastrana en el periodo 1981-2003 | Parámetros climáticos promedio de Pastrana en el periodo 1981-2003 | Parámetros climáticos promedio de Pastrana en el periodo 1981-2003 | Parámetros climáticos promedio de Pastrana en el periodo 1981-2003 | Parámetros climáticos promedio de Pastrana en el periodo 1981-2003 | Parámetros climáticos promedio de Pastrana en el periodo 1981-2003 | Parámetros climáticos promedio de Pastrana en el periodo 1981-2003 | Parámetros climáticos promedio de Pastrana en el periodo 1981-2003 |
| Mes | Ene.                                                               | Feb.                                                               | Mar.                                                               | Abr.                                                               | May.                                                               | Jun.                                                               | Jul.                                                               | Ago.                                                               | Sep.                                                               | Oct.                                                               | Nov.                                                               | Dic.                                                               | Anual                                                              |
| --- | ------------------------------------------------------------------ | ------------------------------------------------------------------ | ------------------------------------------------------------------ | ------------------------------------------------------------------ | ------------------------------------------------------------------ | ------------------------------------------------------------------ | ------------------------------------------------------------------ | ------------------------------------------------------------------ | ------------------------------------------------------------------ | ------------------------------------------------------------------ | ------------------------------------------------------------------ | ------------------------------------------------------------------ | ------------------------------------------------------------------ |
| Temp. media (°C) | 5.6                                                                | 7.6                                                                | 11.2                                                               | 12.0                                                               | 16.7                                                               | 21.7                                                               | 25.5                                                               | 25.5                                                               | 20.5                                                               | 14.4                                                               | 9.4                                                                | 6.3                                                                | 14.7                                                               |
| Precipitación total (mm) | 47.2                                                               | 31.9                                                               | 29.0                                                               | 57.7                                                               | 59.0                                                               | 31.9                                                               | 8.9                                                                | 8.7                                                                | 35.8                                                               | 70.6                                                               | 56.2                                                               | 52.7                                                               | 489.5                                                              |
| Fuente: Ministerio de Agricultura, Alimentación y Medio Ambiente. Datos de precipitación para el periodo 1982-1996 y de temperatura para el periodo 1981-1996 en Pastrana 9 de octubre de 2012 |                                                                    |                                                                    |                                                                    |                                                                    |                                                                    |                                                                    |                                                                    |                                                                    |                                                                    |                                                                    |                                                                    |                                                                    |                                                                    |

## Historia

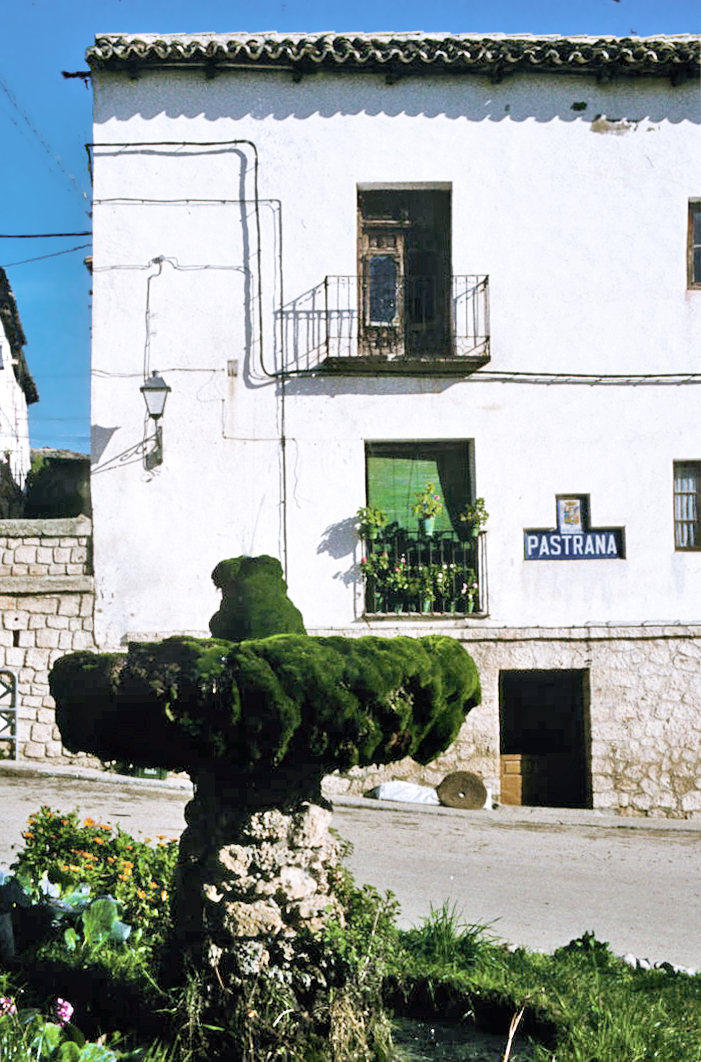
Pastrana a finales de la década de 1970

Los romanos la denominaron Paterniana y su nombre actual se debe a los árabes. El pretor romano Tiberio Sempronio Graco destruyó la ciudadela carpetana durante la conquista en el año 180 antes de Cristo. Cien años después fue reconstruida por orden del cónsul Paterno Paterniano, de quien tomó el nombre.
En el año 1174, el rey Alfonso VIII de Castilla concedió la entonces aldea de Pastrana, junto con Zorita de los Canes a la Orden de Calatrava, de quienes obtendría importantes privilegios. Más adelante, el rey Enrique II de Castilla a propuesta del maestre calatravo le concedió el privilegio de villazgo en 1369. Pastrana creció a partir de entonces en detrimento de Zorita. La villa perteneció a la orden de Calatrava hasta 1541.
En 1541, con fuerte oposición de los pastraneros que no querían perder el estatus de realengo, el emperador Carlos V la vendió a la viuda de Diego Hurtado de Mendoza, Ana de la Cerda, abuela de la célebre Ana de Mendoza de la Cerda (Princesa de Éboli). Ana de Mendoza casó con Ruy Gómez de Silva, secretario real de Felipe II, quienes obtuvieron del rey los títulos de duques de Pastrana y Príncipes de Éboli.
Con el ducado comenzó una época de esplendor para Pastrana. Los duques fundaron la colegiata y, ayudando a santa Teresa de Jesús, dos conventos de carmelitas descalzos en 1569. En 1573 murió el duque Ruy Gómez, y su viuda, la princesa de Éboli, decidió meterse a monja en la Concepción, causando numerosos escándalos en el convento, razón que impulsó a Teresa de Jesús a llevarse a las monjas de la población.
Felipe II, con la finalidad de obtener información detallada de todos los pueblos y villas bajo su mandato, ordenó elaborar un cuestionario que debía ser contestado en todos los concejos. Con este objetivo, en 1575, envía a los corregidores y gobernadores del reino un cuestionario con 59 preguntas, junto con unas instrucciones de obligado cumplimiento. En éstas, se ordenaba su distribución a todos los lugares de su jurisdicción, donde debían nombrar a "dos personas inteligentes y curiosas", vecinos del pueblo, quienes serían los encargados de hacer "relación de ellos, lo más cumplida y cierta que se pueda". La falta de respuesta y la remisión de cuestionarios incompletos obligaron al rey a enviar, tres años después, un segundo interrogatorio, esta vez de 45 preguntas, y una nueva instrucción en la que se eximía de declaración a las localidades que hubieran contestado con anterioridad.

En julio de 1579, al conocer el rey Felipe II, las intrigas de la princesa de Éboli y su secretario Antonio Pérez, ordenó el encarcelamiento de Ana de Mendoza. La princesa de Éboli permaneció encerrada sus últimos años en su propio Palacio Ducal hasta su muerte en 1592. En el siglo XVIII los duques trasladaron su residencia a Madrid, con lo que se inició la decadencia de la villa. A mediados del siglo XIX, el lugar contaba con una población censada de 2193 habitantes y un total de 514 casas.
En palabras del escritor Camilo José Cela en su obra Viaje a la Alcarria (1948):

...A la mañana siguiente cuando el viajero se asomó a la Plaza de la Hora y entró de verdad para su uso, en Pastrana, la primera sensación que tuvo fue la de encontrarse con una ciudad medieval, una gran ciudad medieval.

En 2019 pasó a formar parte de la asociación Los Pueblos Más Bonitos de España.

## Demografía
Pastrana cuenta con una población de 891 habitantes (INE 2024).
| Gráfica de evolución demográfica de Pastrana entre 1842 y 2021                                                      |
| |
| Población de derecho según los censos de población del INE Población de hecho según los censos de población del INE |

## Patrimonio

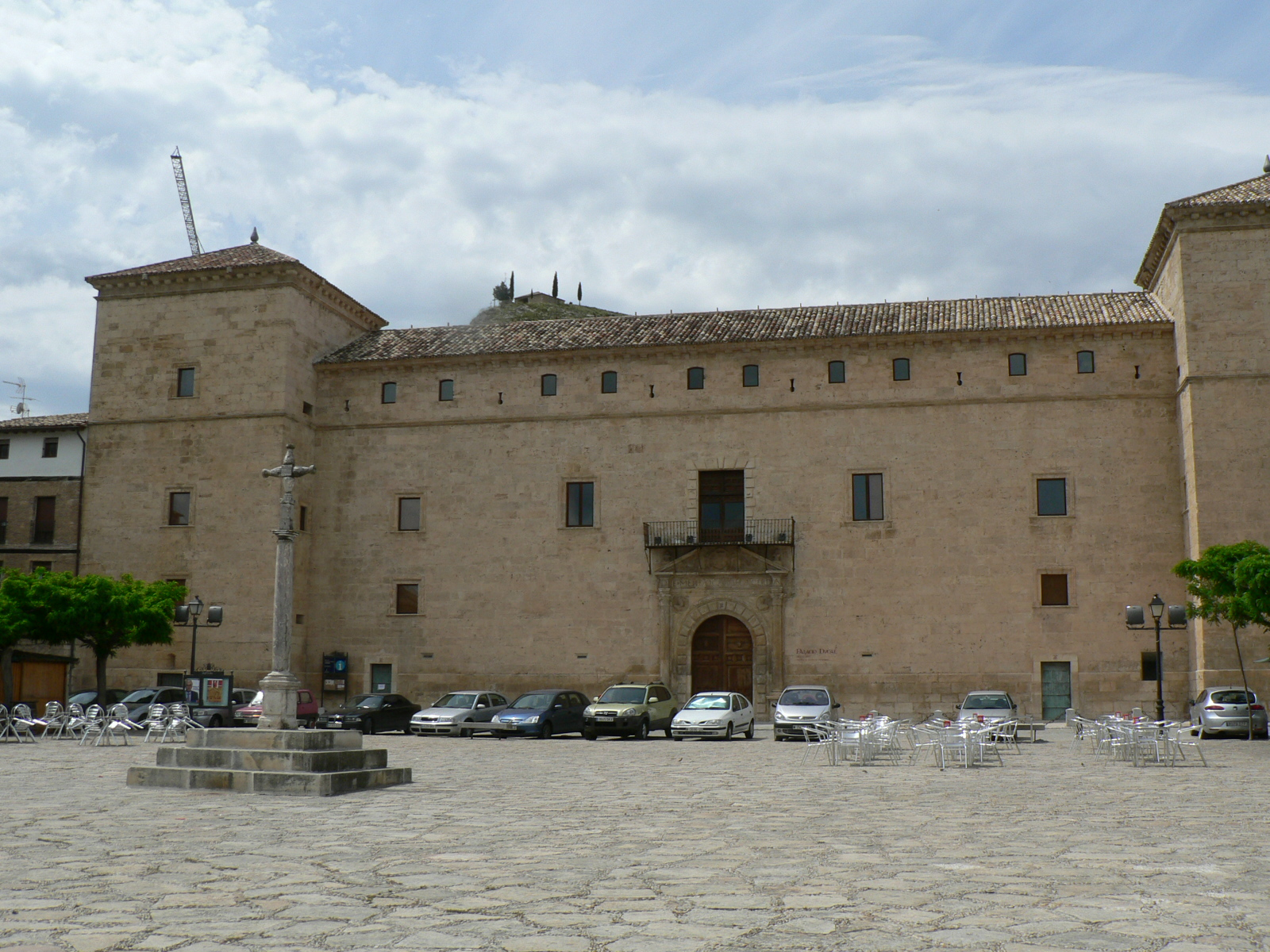
Plaza de la Hora y Palacio Ducal de Pastrana.

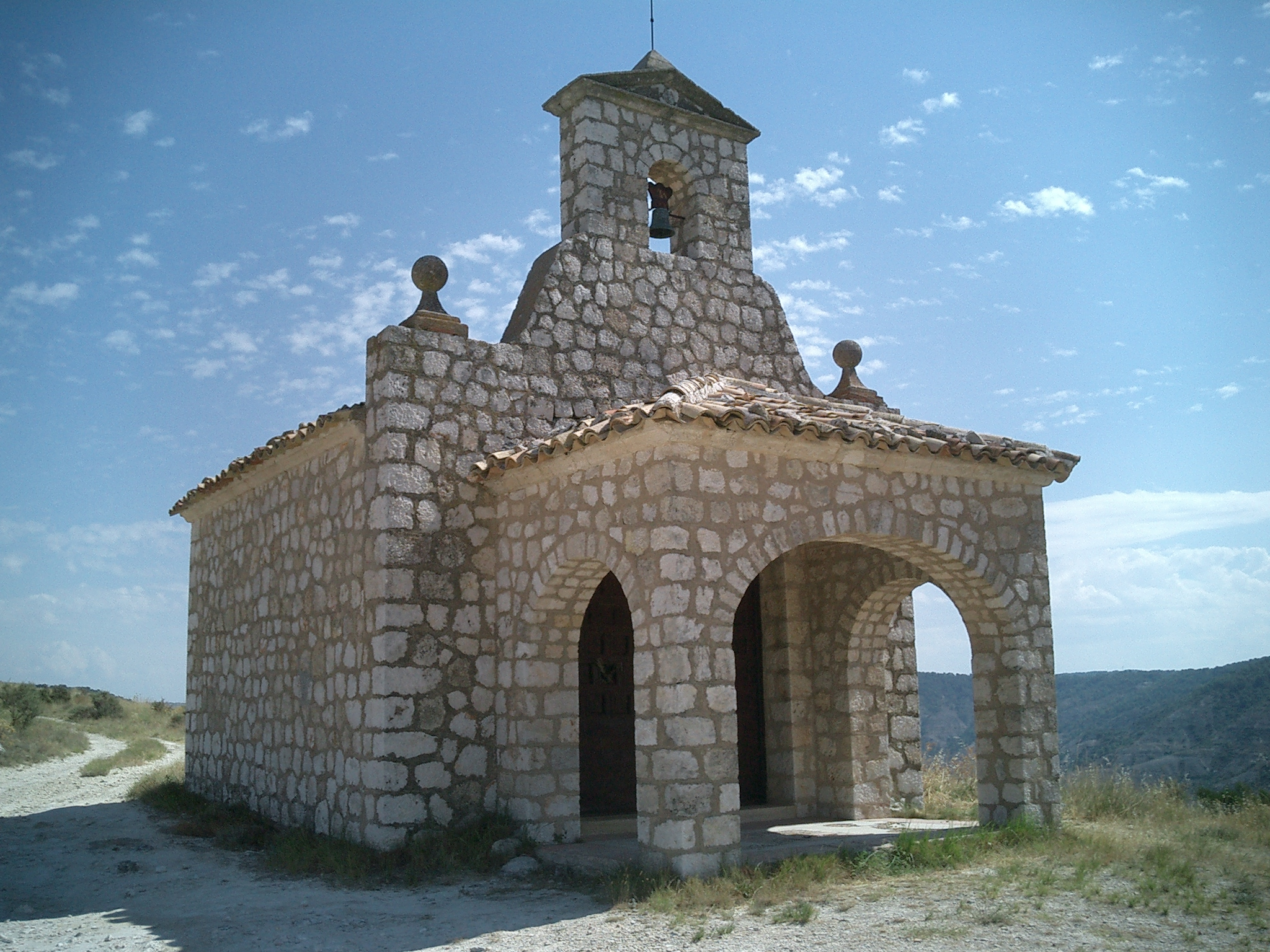
Ermita del Sagrado Corazón de María, en la cima de la Matea.

- Colegiata de Pastrana, declarada bien de interés cultural[9]
- Fuente de los Cuatro Caños, típico ambiente de ruralismo culto. Construida en 1588.
- Palacio Ducal, actualmente propiedad de la Universidad de Alcalá.
- Convento de San José, que fundó Santa Teresa. La localidad forma parte de las Huellas de Santa Teresa, ruta de peregrinación, turística, cultural y patrimonial que reúne las diecisiete ciudades donde santa Teresa de Jesús dejó su "huella" en forma de fundaciones.[10] La ruta no tiene un orden establecido o un tiempo limitado ya que cada peregrino o visitante puede realizarla cómo y en el tiempo que desee.
- Convento de San Pedro, donde san Juan de la Cruz fundó los carmelitas renovados: museos y recuerdos místicos.
- Convento de San Francisco, con fachada y claustro de ladrillo.
- Plaza del Deán, jalonada de edificios históricos, recuerdo de la grandeza de tiempos pasados.
- Convento de la Concepción Francisca
- Calle de la Palma, con sus palacios de la Inquisición, de los Burgos, de los caballeros calatravos y la Sinagoga Judía.
- Casa de Moratín, donde vivió largas temporadas Leandro Fernández de Moratín el autor de El sí de las niñas.
- Plaza de la Hora, donde se encuentra el Palacio Ducal.
- Plaza de Toros, una de las más antiguas de la provincia de Guadalajara, situada entre las viejas casas del Albaicín.
- Ermita de los Remedios, Bien Especialmente Protegido.[11]

## Museos
- El Museo Parroquial, en la Colegiata, con la famosa serie de tapices de Alfonso V de Portugal del siglo XV.
- El Museo Carmelitano, en el Convento del Carmen, fundado por Santa Teresa de Jesús: pintura, escultura, libros, recuerdos teresianos.
- El Museo de Historia Natural, en otra planta del convento. Animales disecados traídos por misioneros franciscanos de Filipinas y el Extremo Oriente.

## Símbolos
El escudo está partido verticalmente, en cuyo lado izquierdo y sobre fondo azul, una banda lateral plateada, dos flores de lis y una P mayúscula de sable, fileteada de gules. Al lado izquierdo una cruz flordelisada de gules, espada de oro, y una calavera. Al timbre, la corona real cerrada, propia del régimen monárquico legalmente establecido. Su romántica leyenda versa: "Pastrana morirá luchando por la cruz".

## Fiestas y ferias
- San Antón. 17 de enero. Tras la bendición de los animales en la ermita, se comen chorizos, naranjas y los típicos dulces “Caridades”.
- San Sebastián. 20 de enero Fiesta patronal en la que se celebra la procesión del Santo y en cuya víspera se celebra la Ronda de los Mozos, ronda en la que se cantan jotas y seguidillas tradicionales.
- Feria Apícola de Castilla-La Mancha. Feria más importante del sector apícola en España, donde se exponen productos y maquinaria relacionada con el sector. Se celebra siempre en la segunda semana de marzo. Miel de la Alcarria.
- Semana Santa. Interesantes desfiles y procesiones como la de los Pasos, la del Silencio y la del Calvario.
- Fiesta de Los Mayos. 30 de abril. Canto de la Rondalla de Pastrana de los mayos y jotas y seguidillas tradicionales con reparto de dulces y limonada en la plaza de la Iglesia, que continúa con la visita a las cruces de madera engalanadas situadas en distintos rincones de la localidad las cuales, siguiendo la tradición, son adornadas con laureles y flores.
- Corpus Christi. Procesión y desfile con los estandartes de todas las hermandades de la villa.
- Festival Ducal de Pastrana. Mediados de julio. Festival cultural que recrea el Siglo de Oro en la villa ducal.
- Virgen de la Asunción. 15 de agosto. Toros, pelota, peñas y verbenas, procesión y misa. Los toros, el último día, se meriendan en la plaza de la Hora en caldereta
- Santa Teresa de Jesús. 15 de octubre. Fiesta Patronal. Misa y procesión en honor de la patrona de la villa.